# Age of Pirates 2: City of Abandoned Ships
Age of Pirates 2: City of Abandoned Ships (en ruso: Корсары: Город потерянных кораблей, literalmente "Corsarios: Ciudad de los barcos abandonados") es un videojuego desarrollado por Akella, lanzado el 26 de mayo de 2009. Es una secuela de Sea Dogs (2000), Sea Dogs 2/Pirates Of The Caribbean  (2003), y Age of Pirates: Caribbean Tales (2006). 

## Historia
En este videojuego rol acción, podrás elegir a un personaje de entre tres prediseñados (no modificables gráficamente):
- Diego Espinoza: En la descripción del juego lo describen como un personaje aventurero (aunque podemos modificar el tipo de personaje de los personajes) sediento de acción, poder y dinero. Un personaje resolutivo, capaz de resolver cualquier problema que se le presente.
- Peter Blood: Es un misterioso personaje cuyo destino le ha dado un mal giro en su vida. Le gusta la medicina y curar a las personas, pero no se sabe si podrá superar todas sus dificultades abrazando al bien o si se verá tentado por el mal.
- Ían Stance: Ideal para el comerciante que hay en nosotros. Es un personaje que le gusta las transacciones y el dinero. Su objetivo, después de haber servido de mercenario en Europa, hacerse rico comerciando en el Caribe y no dudará en mancharse las manos de sangre para conseguir unas pocas monedas.

Una vez elegido al personaje, el jugador podrá escoger la nación a la que pertenece (España, Francia, Países Bajos o Inglaterra) el tipo de personaje (Aventurero, Corsario y Mercader), la dificultad y otros ajustes del juego.

## Jugabilidad
Las características de jugabilidad son muy parecidas a las de anteriores entregas de las sagas, pero en esta saga se le da una mayor relevancia e importancia al juego libre (un ejemplo de juego libre sería el conocido Grand Theft Auto ). El juego trata de lanzarse con un personaje previamente elegido a la aventura por el mar del Caribe. El juego empieza escogiendo primero al personaje oportuno (solamente se encuentran disponible tres personajes principales), después de modificar las habilidades del personaje si así lo desea el jugador ya empezaremos nuestra particular aventura con una suma de dinero o no (depende del tipo de personaje escogido) y algunos objetos (como una espada, puede que un catalejo u otro objeto por el estilo). El personaje aparecerá en una ciudad perteneciente al país que se ha escogidos. El radio de acción del personaje será todas las ciudades, faros, puertos, bahías, playas e incluso selvas que hay en el Caribe.

### Misiones y trama del juego
No hay una misión principal, aunque bien podría ser la misión sobre la ciudad de los barcos perdidos pues aparece expresamente en el título del videojuego. El personaje podrá hacer misiones de los gobernadores locales de todas las ciudades, incluso podrá llegar a realizar las misiones para el Gobernador General del país elegido (siempre y cuando se posea una patente de corso). Pero también podrá aceptar misiones del dueño de la Tienda, de algún pirata, de algún ciudadano pidiendo ayuda en las calles, del Astillero (como pueden ser las misiones de Espionaje Industrial), misiones en la Taberna de la ciudad (como por ejemplo transportar alguna persona de un lugar a otro) e incluso (que es una de las novedades del juego) aceptar misiones del párroco de la Iglesia, ahora disponible su acceso al interior.
También podemos decantarnos por un juego de más libre albedrío y no realizar ninguna de estas misiones, y simplemente recaudar más dinero, objetos y fama. Podemos, según nuestra forma de jugar llegar a ser un:
- Respetado mercader: viajando de ciudad en ciudad con tu(s) barco(s) y comerciando con las ciudades caribeñas. Podremos obtener la lista de precios actualizables en todo momento en nuestro bolsillo de cada ciudad si tenemos un poco de astucia, para poder comerciar mejor entre ciudades. Podremos adjuntarnos a convoyes para ganar dienro a cambio de tus servicios como protector del convoy o formar nuestro propio convoy para defendernos de la piratería o de algún barco enemigo de nuestro país.
- Temible pirata: Al servicio de uno mismo o formando alguna treta con algún pirata para atacar y saquear barcos comerciantes e incluso las propias ciudades si contamos con una poderosa flota de barcos y marineros. Pero debemos tener cuidado porque no sólo los barcos militares de los diferentes países nos atacarán sino que también lo harán algunos piratas sedientos de oro y lucha.
- Un encomiable corsario al servicio de la Corona: Cuando realicemos varias misiones para el gobernador local (o mediante sobornos a empleados de la Corona) podremos obtener el título de Corsario, al que estaremos sujetos a unas reglas muy simples: los enemigos de la Corona son también tus enemigos, pero los amigos de la Corona son también amigos tuyos, no debemos olvidarlo. Al obtener esta licencia, podremos, en ese momento realizar misiones para el Gobernador General del país que elegiste al principio del juego como tu nación. Cuando hayamos hecho varias de estas misiones, estará disponible la posibilidad ya no sólo de saquear ciudades, sino de conquistarlas bajo tu nombre (para ello nombrarás a un Combatiente tuyo ser el alcalde de tu ciudad para que recaude los impuestos de la misma en tu nombre, pero cuidado, debes defenderla ante los piratas u otras naciones que quieran tomar la ciudad de nuevo por la fuerza) o incluso bajo el nombre de la Corona.

- Otras posibilidades del juego:

Se pueden atacar fuertes de las ciudades o conquistarlas o saquearlas por tierra y luchar cuerpo a cuerpo con un gran surtido de espadas, hachas y pistolas. Se pueden hacer prisioneros de guerra o de pillaje y luego pedir un rescate o venderlos a algún gobernador enemigo de su nación (y si es un pirata se puede vender a cualquier gobernador), hacerlos parte de la tripulación, soltarlos sin más o incluso hacerlos esclavos. Otra posibilidad es comerciar con los esclavos que se han comprado o se han capturado de los barcos asaltados, también cabe la posibilidad de admitirlos como parte de la tripulación, si es que quieren. Incluso, en el juego, es posible traficar con mercancía que está prohibida en algunas ciudades con los traficantes de las ciudades que te puedes encontrar en la Taberna, pero ten cuidado o tú reputación bajará y es que la reputación es muy importante en el transcurso del juego, pues las relaciones con el resto de los personajes del juego se verá afectada por ello. Se pueden contratar oficiales en la Tabernas para que formen parte de tu tripulación como Contramaestre, Artillero, Oficial, Médico,..., e incluso combatientes (hasta un máximo de tres combatientes puedes contratar para que peleen junto a tu lado), dependiendo de la reputación (que va desde Héroe hasta asesino despiadado) que tengas y que tenga el oficial contratado, será su lealtad con respecto a tu personaje de un modo u otro, en el juego, a mayor afinidad de reputaciones, mayor lealtad, y es tan importante como si un oficial tiene una lealtad hacia tu personaje podrá abandonarte o incluso (si lo llevas como acompañante en otro navío que dirige bajo tus órdenes) puede dejar a tu personaje sin algún barco de este último. Por último, el juego dispone de una amplia gama de tipos de barcos para comprar o incluso abordar. Y es que en el aspecto de las batallas navales, el juego nos ofrece un gran espectro de barcos que gobernar y controlar, se pueden hacer batallas navales e incluso batallas de navíos contra fuertes de ciudades. Hay que tener cuidado o si no, tu(s) barco(s) podrá quedarse sin provisiones de comida para la tripulación, o de bebida para calmar los ánimos de la tripulación. Pero sobre todo debes tener cuidado si decides no pagarles por mucho tiempo, porque podrían amotinarse y tener que luchar cuerpo a cuerpo contra tu propia tripulación.

### Navegación
- El juego ha desarrollado una amplia gama de climas a los que tendremos que enfrentarnos cuando estemos frente a nuestro barco, dependiendo de las decisiones que tomemos con nuestro(s) barcos(s) dependerá gran parte de cómo saldremos frente a adversidades como las tormentas tropicales.
- También es muy importante tener en cuenta el estado del casco, las velas y el cargamento (peso del barco, las mercancías y la tripulación) del barco a la hora de tomar más velocidad en una batalla naval.
- Podremos acelerar el tiempo del juego e incluso irnos a la vista no del barco sino a la vista de un mapa con las ciudades y costas del Caribe para ir de un lugar a otro más rápidamente, siempre a tiempo real del juego. Pero ojo, la vista del mapa se verá a tiempo real, por lo que barcos de toda índole nos podrían atacar, la tripulación se podría amotinar por no pagarles, no tener suficiente comida o incluso no tener suficiente ron en la(s) despensa(s) de lo(s) barco(s).
- Tenemos que tener en cuenta que pueden haber barcos enemigos (dependiendo de la bandera que utilicemos y nuestro grado de sigilo y de engaño) que nos puedan atacar, esto lo sabemos por la bandera de los barcos que se muestra en la vista subjetiva, incluso podremos ver los barcos de misiones que nos mandan, como los barcos que han secuestrado a alguien al que debemos rescatar o barcos a los que les debes entregar algún objeto a su dueño, éstos barcos especiales vendrán con las velas verdes o rojas dependiendo si es de un barco amigo o enemigo.
- En las batallas navales, o incluso en algún encuentro con un barco neutral o aliado también está disponible la vista subjetiva dentro del barco, en el personalmente podrás no sólo apuntar con tu catalejo para saber más información del barco de enfrente, sino que podrás apuntar con tus cañones y disparar tanto a los barcos neutrales como a los enemigos. también se pueden disparar los cañones en vista exterior del barco.
- En los encuentros con barcos aliados y neutrales podremos echar el bote al agua y remar hasta acceder al interior del barco al que queremos visitar y allí poder tratar algún asunto con el capitán del barco o simplemente hablar con él.
- También está disponible la opción de abordar y saquear o abordar y capturar los barcos enemigos. Pero si no tenemos un oficial en nuestras filas ni suficiente tripulación (la mínima necesaria para el barco abordado), no podremos capturar el barco, por lo que, éste lo tendremos que hundir. Está también la opción de que el capitán del barco enemigo se rinda y lo podamos saquear y dejar al capitán enemigo en paz o destituirlo y capturarlo o hundirlo, decisiones como éstas pueden tener repercusiones en nuestra reputación porque si por ejemplo abordamos un barco, destituimos al capitán y dejamos a la tripulación enemiga para luego hundir el barco con ellos dentro, puede que tu reputación empeore e incluso si asaltas los barcos de algún comerciante, puede que la nación al que pertenezca ponga precio a tu cabeza. Y si es un barco militar al que asaltas puede que te declaren hostil en las relaciones con ese país, pues si bien, no podrías entrar a una ciudad enemiga a la de tu país, porque te considerarían un espía, si las relaciones se tornan hacia Hostil, puede que te persigan también los barcos militares de ese país más a menudo. Algo parecido ocurre cuando ponen precio a tu cabeza, pues barcos de cazarrecompensas podrían perseguirte por mar y tierra.

### En Tierra
- El jugador puede luchar solo o acompañado con hasta tres Combatientes que les pueden ser de gran ayuda. Estos Combatientes ganarán habilidad contigo, e incluso podrás comprarle nuevas armas y más potentes como una espada o hacha nueva, pistolas y balas para esta, o incluso objetos de defensa como pueden ser corazas y pociones para aumentar la salud o curar el envenenamiento, que utilizarán cuando crean oportuno.

- Podremos explorar la isla o parte del continente americano que es limítrofe al Mar del Caribe (llamado en el juego Tierra Firme), e ir de ciudad en ciudad a través de la selva, pero cuidado pues a ciertas horas, podrán salir asaltantes para quitarte todo lo que llevas encima o incluso la vida. También podrán aparecer patrullas fronterizas de alguna ciudad cercana, así que si eres enemigo del país al que pertenece esa ciudad estate alerta por si quieren eliminarte en el nombre de la Corona.

- Podremos registrar los cadáveres que matemos o que hayan matado nuestros combatientes para obtener dinero y toda clase de objetos.

- Dependiendo de la hora del juego, el sol irá progresivamente subiendo o bajando para dar paso a la noche y a la luna.

### Reputación y Lealtad
La reputación depende de las acciones acometidas en el transcurso del juego y son muy importantes pues las relaciones con el resto de personajes depende en gran medida a esta. La reputación va de menor a mayor en una de escala donde "Asesino despiadado" es lo más bajo y "Héroe" el grado de reputación más alto del juego. Recuerda que las buenas acciones pueden olvidarse al paso del tiempo y poco a poco mermar tu reputación hasta un nivel intermedio denominado en el juego como "Marinero Corriente" pero las malas acciones nunca se olvidan por eso debes tener mucho cuidado con lo que hagas. Algunos niveles de reputación son: Asesino despiadado, Canalla, Timador, Marinero Corriente, Marinero de confianza, Hombre de honor y Héroe, por orden de menor reputación a mayor reputación.
Ejemplos para incrementar la reputación:
- Salvar a alguna mujer en la selva de algunos malhechores que la quieran deshonrar.
- Aceptar misiones del párroco de la Iglesia.
- Donar dinero a la Iglesia.
- Realizar misiones de comerciantes o ciudadanos en apuros.
- Dar dinero a los mendigos de la ciudad

Ejemplos que pueden empeorar sensiblemente tu reputación:
- Vender mercancía prohibida en la ciudad (es la que aparece en color rojo en la Tienda de la ciudad) a los Traficantes.
- Asaltar a navíos comerciantes.
- Matar a ciudadanos y robar en las ciudades.
- No cumplir con las misiones del Prestamista o con el dueño de la Tienda y quedarte con la mercancía.
- No devolver el dinero prestado con sus intereses al Prestamista.

Otro aspecto muy importante, y que está muy ligado a lo anterior, es el concepto de lealtad, pues, los oficiales que puedes contratar (que pueden ser Contramaestre, Artillero, Oficial, Médico,..., e incluso combatientes (hasta un máximo de tres combatientes puedes contratar para que peleen junto a tu lado), dependiendo de la reputación que tengas y qué reputación tenga el oficial contratado, su lealtad será con respecto a tu personaje de un modo u otro. En el juego, a mayor afinidad de reputaciones, mayor lealtad, y es tan importante porque si un oficial tiene una lealtad prácticamente nula hacia tu personaje podrá abandonarte o incluso (si lo llevas como capitán acompañante en otro navío tuyo que dirige bajo tus órdenes) puede dejarte sin el barco que él dirige bajo tus órdenes aunque el barco sea tuyo.

## Resumen de las características del juego
En general el juego está pensado para cubrir los aspectos de un juego de rol de acción y estrategia a tiempo real, pues las batallas tanto cuerpo a cuerpo como las navales, se realizan en tiempo real. Por lo tanto las decisiones se harán en tiempo real, la hora y el clima del juego también influirán en el juego. Todas las circunstancias del juego tanto climatológicas y horarias como interpersonales e internacionales (entre las distintas naciones del juego y el personaje) tendrán mucho peso en el juego y harán que tus decisiones cambien de un rumbo hacia otro.

## Objetos
Hay una gran diversidad de objetos repartidos en diversos lugares del juego. Además podemos registrar cadáveres de los personajes que hayas pasado por la hoja de tu espada, las de tus oficiales o de cualquier otra espada pero ten cuidado de no descuidar el tiempo pues pasado un cierto período de tiempo el cadáver desaparecerá del suelo y no podrás registrarlo. También existen objetos únicos o muy raros de encontrar donde aparecen solamente en determinados cofres de determinadas misiones (misiones especiales como la misión de la Ciudad de los Barcos Perdidos, CBP). También es importante en el juego el concepto del peso de los objetos pues cadda objeto tiene un determinado peso que al llevarlos contigo van mermando tu capacidad de carga por lo que hay un límite en cuanto objetos que puedas llevar.

### Espadas
- Ligeras: Rapier de Morgan (objeto muy raro), Daga, Schiavona, etc.
- Semipesadas: Sable de la infantería holandesa, Hacha pequeña, etc.
- Pesadas: Alabarda, Haudegen (objeto muy raro), Bracamarte (objeto raro), Tanat (objeto muy raro), Espada Flamígera, Espada italiana, etc.

### Pistolas
- Normal: Pistola y Pistola Beretta
- De largo alcance
- De dos cañones
- De cuatro cañones

Post Data: Ojo con las reservas de balas, pues si no tienes contigo munición de Balas no podrás disparar.

### Catalejos
Con ellos podrás ver las características del barco enemigo que posee, dependiendo del catalejo se sabrán más características del barco enemigo o menos como los daños que ha recibido, el armamento que posee, el estado de las velas, su  velocidad, el número de la tripulación (es importante saber esto cuando se quiere realizar un abordaje), etc.
- Catalejo cutre
- Catalejo normal
- Catalejo bueno
- Catalejo excelente
- Catalejo superior

### Pociones
- Hierbas medicinales (PV +40; Peso: 0.8)
- Antídoto (cura el envenenamiento)
- Preparado (PV +130; Peso: 0.4)
- Botella de ron (PV +50; Peso: 2.0)
- Buen Vino (PV +175; Peso: 1.0)

### Objetos que influyen sobre las habilidades del jugador
- Anillo de bronce (+10 suerte; Peso: 0.1)
- Cruz de bronce (+10 suerte; Peso: 0.2)
- Colgante de esmeralda (+10 suerte; Peso: 0.5)
- Esmeralda (+10 autoridad)
- Estatuilla de la Gran Madre (+10 éxito; Peso: 3.6)
- Estatuilla de Chac Mool (+20 pistolas, +10 precisión; -20 sigilo; Peso: 2.0)
- Representación del guerrero jaguar (+10 armas pesadas; Peso: 10.0)
- Representación de Yacatecuhtli (+20 comercio; +20 autoridad; Peso: 3.0)
- Estatuilla de Perro (+10 sigilo, Peso: 2.0)
- Estatuilla antigua
- Estatuilla de Achcuahzin
- Cuchillo ceremonial
- Vasija ceremonial
- Guerrero atlántico
- Calavera de cristal blanca
- Calavera de cristal rosa
- Calavera de cristal azul

...
Corazas y ropa especial:
- Harapos
- Ropa de mercader
- Ropa de cortesano
- Coraza normal
- Coraza francesa
- Coraza holandesa
- Coraza española
- Coraza de lujo

...

### Otros objetos
- Cubo
- Coral
- Lingote de oro
- Lingote de plata
- Perla grande
- Broche dorado
- Camafeo
- Perla pequeña
- Anillo de oro y zafiro
- Collar
- Rubí

...

## Clases de jugador
Hay tres tipos diferentes de jugadores, cuyas habilidades (que se podrán modificar más adelante) como dinero y objetos que percibe inicialmente quedan predeterminados en cada una de las opciones.
- Aventurero
- Corsario
- Mercader

## Habilidades del personaje
El personaje podrá desarrollar siete habilidades que forman el acrónimo "PIRATES" (en inglés, "Piratas")
- Power (Poder)
- Insight (Perspicacia)
- Reaction (Reacción)
- Authority (Autoridad)
- Talent (Talento)
- Endurance (Resistencia)
- Success (Éxito)

## Barcos
La lista de barcos disponibles en el juego es la siguiente:
Tipo 1:
- Navío de guerra
- Acorazado

Tipo 2:
- Fragata
- Galeón pesado

Tipo 3:
- Corbeta
- Pinaza

Tipo 4:
- Bergantín
- Filibote
- Galeón

Tipo 5:
- Carabela
- Goleta
- Nao

Tipo 6:
- Balandra
- Lugre

Tipo 7:
- Tartana
- Tartana de guerra

Durante misiones el jugador podrá manejar el acorazado Flying Dutchman y el navío de guerra Soleil-Royal.

## Requisitos del sistema[2]
- 1.75 GHz CPU (Recommendado 3.0 GHz)
- 128 MB Memoria Gráfica (Nvidia Geforce 6600 Recomendado), (ATI Radeon X1600 Recomendado)
- 8.0 GB Espacio libre del Disco Duro
- Windows XP (512 MB RAM Requerido, Recomendado 1GB), Windows Vista (1GB RAM Requerido, Recomendado 2GB)

| ''''Tarjetas de video que soporta: * ATI HD 2xxx, 3xxx, 4xxx, 5xxx Series * ATI X1900 series * ATI X1800 series * ATI X1600 series * ATI X1300 series * ATI X850 series * ATI x800 series * ATI x700 series * ATI x600 series * ATI Radeon 9800 series * ATI Radeon 9700 series * ATI Radeon 9600 series * ATI Radeon 9500 series * NVIDIA GeForce 8,9,100,200,300 Series * NVIDIA GeForce 7800 series * NVIDIA GeForce 7600 series * NVIDIA GeForce 7200 series * NVIDIA GeForce 6800 series * NVIDIA GeForce 6600 series * NVIDIA GeForce 6200 series * NVIDIA GeForce FX series * GeForce 3 Series |

- Las tarjetas de video de Intel Extreme Series y Nvidia MX Series no las soporta.